# Cephalogale
Cephalogale (лат.) — вымерший род млекопитающих из подсемейства хемиционин (Hemicyoninae) семейства медвежьих, живших во времена олигоцена—миоцена (33,9—15,97 млн лет назад) на территории Евразии и Северной Америки. Места находок ископаемых остатков: США (Небраска, Нью-Мексико, Калифорния, Вайоминг), Франция, Греция, Грузия, Испания и Китай. Были наземными всеядными животными. Параметры (для Cephalogale geoffroyi): длина тела — 1,4 м, рост в холке — 90 см, масса — 65—170 кг. Род считается близким к Hemicyonini, какое-то время предполагалось, что он является предком всех медвежьих.

## Классификация
По данным сайта Paleobiology Database, на декабрь 2022 года в род включают 8 вымерших видов:
- Cephalogale brevirostris
- Cephalogale bugtiensis
- Cephalogale geoffroyi
- Cephalogale gergoviensis
- Cephalogale ginesticus
- Cephalogale meschethense
- Cephalogale shareri
- Cephalogale ursinus